# Miriam Cidoríková
Miriam Cidoríková (* 21. Februar 1999) ist eine slowakische Sprinterin, die sich auf die 400-Meter-Distanz spezialisiert hat.

## Sportliche Laufbahn
Erste internationale Erfahrungen sammelte Miriam Cidoríková im Jahr 2018, als sie bei den U20-Weltmeisterschaften in Tampere mit der slowakischen 4-mal-400-Meter-Staffel in 3:44,05 min im Vorlauf ausschied. Im Jahr darauf belegte sie bei den U23-Europameisterschaften in Gävle in 3:46,26 min den sechsten Platz mit der Staffel.
2019 wurde Cidoríková slowakische Meisterin im 400-Meter-Lauf im Freien sowie 2020 in der Halle.

## Persönliche Bestzeiten
- 400 Meter: 56,47 s, 20. Juni 2019 in Ostrava
  - 400 Meter (Halle): 56,84 s, 1. Februar 2020 in Wien